# Solenopsis georgica
Solenopsis georgica är en myrart som beskrevs av Menozzi 1942. Solenopsis georgica ingår i släktet eldmyror, och familjen myror. Inga underarter finns listade i Catalogue of Life.